# 多夫日基 (斯拉武塔區)
50°30′12″N 26°54′20″E / 50.50333°N 26.90556°E
多夫日基（烏克蘭語：Довжки）是位於烏克蘭西部赫梅利尼茨基州裏舍佩蒂夫卡區的村莊，始建於1594年，面積4.36平方公里，海拔高度228米，2001年人口952，人口密度每平方公里218.4人。